# Glodeanu-Siliștea
Glodeanu-Siliștea – wieś w Rumunii, w okręgu Buzău, w gminie Glodeanu-Siliștea. W 2011 roku liczyła 1456 mieszkańców.